# Casey Walls
Casey Walls (Surrey, 10 de enero de 2003) es un futbolista profesional anglo-estadounidense que juega como defensa.

## Trayectoria

### Carrera temprana
Nacido en Surrey, Inglaterra, Walls comenzó su carrera en la academia de Chelsea, antes de mudarse a los Estados Unidos. Se unió a la academia de San Jose Earthquakes en 2017 procedente del equipo local Marin FC. Creció en Mill Valley, California. Luego pasó a competir por los Quakes en los niveles sub-15, sub-17 y sub-19.

### San Jose Earthquakes
San José firmó a Walls con un contrato de jugador local el 5 de noviembre de 2019, antes de la temporada 2020 de la MLS.
El 3 de mayo de 2021, Walls se unió al club de la USL Austin Bold en un préstamo de una temporada. Hizo su debut profesional el 24 de julio de 2021, apareciendo como suplente en el minuto 74 durante el empate 1-1 con Rio Grande Valley FC.

## Carrera internacional
Walls ha jugado dentro del sistema de Selecciones Nacionales Juveniles de Estados Unidos, pasando tiempo con los equipos Sub-14, Sub-15 y Sub-16.

## Clubes
| Club                    | País           | Año       |
| ----------------------- | -------------- | --------- |
| San Jose Earthquakes    | Estados Unidos | 2020-2024 |
| Austin Bold FC (cedido) | Estados Unidos | 2021      |
| The Town FC             | Estados Unidos | 2024      |